# Shirley Hazzard
Pour les articles homonymes, voir Shirley et Hazzard.
Œuvres principales
- Le Passage de Vénus
- Le Grand Incendie

Shirley Hazzard, née le 30 janvier 1931 à Sydney (Nouvelle-Galles du Sud) et morte le 12 décembre 2016 à Manhattan (New York), est une écrivaine, autrice de romans et d'essais. Elle détient les citoyennetés britannique et américaine.

## Biographie

### Enfance et formation
Shirley Hazzard naît à Sydney, en Australie, en 1931. Son père, chimiste, est originaire de Newport, au Pays de Galles ; sa mère, secrétaire, de Dunfermline, dans le Fife. Ils se rencontrent sur le pont du port de Sydney, alors en construction. 
Elle commence ses études à l'école de filles Queenwood à Mosman, dans la banlieue de Sydney, qu'elle doit quitter en 1947. La famille fait de brefs séjours en Nouvelle-Guinée et à Hiroshima avant de se rendre à Hong Kong, où son père diplomate, Reggie, est envoyé en mission diplomatique. L'écrivaine quitte  l’école pour travailler comme secrétaire au Joint Intelligence Bureau britannique. Un diagnostic de tuberculose chez sa sœur Valerie les ramène brièvement en Australie, avant la Nouvelle-Zélande (où son père est commissaire australien du Commerce), Londres et finalement New York.
Elle a vingt ans quand ses parents, en 1951, s'installent à New York. Elle est alors embauchée comme dactylo au secrétariat des Nations unies pour une dizaine d'années. Pendant cette période, en 1956, elle est envoyée par son employeur en Italie et reste en poste pendant un an à Naples.

### Carrière
Influencée par Henry James et Ivy Compton-Burnett, elle écrit sa première nouvelle intitulée Woollahra Road en 1960. Elle l'envoie à William Maxwell, rédacteur en chef de The New Yorker, qui décide de la publier. Elle est la première de ses nombreuses œuvres de fiction et de non-fiction à paraître dans le magazine. Lorsqu'elle commence à écrire, elle doit cependant demander l'autorisation de l'ONU pour publier « pour prouver qu'il n'y a rien d'intéressant de leur point de vue ». 
Elle quitte peu après la position qu'elle occupe aux Nations unies, organisme qu'elle ne cessera de critiquer. Elle écrit d'ailleurs trois livres à ce sujet : People in Glass Houses (1967), un recueil comique sur le thème de la bureaucratie ; Defeat of an Ideal (1973), une anatomie complète de l'ONU ; et Countenance of Truth (1990) sur le scandale Kurt Waldheim. 
Entre-temps, après le recueil de nouvelles Cliffs of Fall and Other Stories (1963), elle fait paraître en 1966 The Evening of the Holiday, son premier roman. 
Son deuxième roman, La baie de midi (The Bay of Noon), parait en 1970. Elle mêle son attirance pour l'Italie à sa mauvaise expérience à l'ONU. Comme l'écrivaine, Jenny, l'héroïne, est envoyée en mission d'un an à Naples, à la suite de la crise de Suez, sous le commandement d'hommes. 
Paru en 1980, Le Passage de Vénus (The Transit of Venus) raconte sur trois décennies le destin de deux sœurs orphelines, Caroline et Grace, qui émigrent dans les années 1940 d'Australie vers l'Angleterre. Ce roman obtient un gros succès de librairie et remporte le National Book Critics Circle Award. 
Elle a également publié un livre de mémoires, Greene on Capri (2000), qui raconte sa grande amitié avec l'écrivain Graham Greene.
Elle est lauréate du National Book Award 2003 et du prix australien Miles Franklin pour son dernier roman, Le Grand Incendie (The Great Fire), où Aldred Leith, un sinologue, tente de trouver un sens à son existence et à celle de l'humanité dans le monde de 1947 qui se relève péniblement de la blessure infligée par la Seconde Guerre mondiale.

### Vie privée
En 1963, Shirley Hazzard épouse Francis Steegmuller (en), biographe de Flaubert, Maupassant, Cocteau et Isadora Duncan, décédé en 1994,. Le couple fréquente Muriel Spark, Graham Greene, Doris Lessing ou encore Patrick White. 
Elle détient les citoyennetés britannique et américaine mais aime revendiquer également ses origines australiennes.
À compter de 2006, elle vit à New York, se rendant fréquemment à son domicile italien de Capri, dans la baie de Naples,. 
Elle décède le 12 décembre 2016 à Manhattan. 

## Œuvres

### Romans
- The Evening of the Holiday (1966)
- The Bay of Noon (1970) Publié en français sous le titre La Baie de midi, traduit par Claude et Jean Demanuelli, Paris, Gallimard, coll. « Du monde entier », 2010  (ISBN 978-2-07-077178-3)
- The Transit of Venus (1980) Publié en français sous le titre Le Passage de Vénus, traduit par Claude Demanuelli, Paris, Gallimard, coll. « Du monde entier », 2007  (ISBN 978-2-07-077177-6) ; réédition, Paris, Gallimard, coll. « Folio » no 4831, 2008  (ISBN 978-2-07-036173-1)
- The Great Fire (2003) Publié en français sous le titre Le Grand Incendie, traduit par Claire Céra, Paris, Gallimard, coll. « Du monde entier », 2005  (ISBN 2-07-077176-8) ; réédition, Paris, Gallimard, coll. « Folio » no 4528, 2007  (ISBN 978-2-07-034453-6)

### Recueils de nouvelles
- (en) Cliffs of Fall and Other Stories (1963)
- (en) People in Glass Houses (1967)

### Autres
- (en) Defeat of an Ideal: A Study of the Self-destruction of the United Nations (1973)
- (en) Coming of Age in Australia (1985)
- (en) Countenance of Truth: The United Nations and the Waldheim Case (1990)
- (en) Greene on Capri: A Memoir (2000)
- (en) The Ancient Shore: Dispatches from Naples (2008) (avec Francis Steegmuller (en))